# Uasin Gishu County
Uasin Gishu County is een county en voormalig Keniaans district in de provincie Bonde la Ufa. Het district telt 894.179 inwoners (2009) en heeft een bevolkingsdichtheid van 187 inw/km². Ongeveer 15,5% van de bevolking leeft onder de armoedegrens en ongeveer 43,0% van de huishoudens heeft beschikking over elektriciteit.
Hoofdplaats is Eldoret.

## Lokale autoriteiten
| Plaats       | Type     | Inwoners (2009) |
| ------------ | -------- | --------------- |
| Eldoret      | Gemeente | 289.380         |
| Moi’s Bridge | Town     | 14.596          |
| Matunda      | Town     | 10.031          |
| Burnt Forest | Town     | 4925            |
| Jua Kali     | Town     | 3427            |
| Turbo        | Town     | 2831            |

## Geboren
- William Ruto (1966), politicus
- Joan Jepkorir Aiyabei (1979), atlete
- Barnabas Kosgei (1986), atleet
- Isaac Kimeli (1994), atleet
- Asbel Kiprop (1989), atleet
- Nicholas Bett (1990-2018), atleet
- Agnes Tirop (1995-2021), atlete